# 神郡 (つくば市)

田井小学校

神郡（かんごおり）は、茨城県つくば市の大字。郵便番号は300-4212。住民基本台帳に基づく2013年10月1日現在の人口は742人。
茨城県道139号筑波山公園線（つくば道）沿いに古い家並みが残る筑波山麓の集落である。

## 地理
つくば市北部の旧筑波町中部から東部に位置し、筑波研究学園都市周辺開発地区に含まれる。茨城県道139号筑波山公園線（つくば道）に沿って集落が展開する。このほか、蚕影神社（こかげじんじゃ）周辺の館（たて）地区にも集落がある。西部は桜川へと続く沖積平野で田畑の広がる農業地域、東部は筑波山に連なる標高の低い山地となっている。この地形は古鬼怒川が2万年前に流路を変更して以降、そのまま変化していないと考えられている。粘土を産出したため、かつては瓦の製造が盛んであった。
- 山 - 蚕影山、神郡山
- 川 - 逆川（鴨井川・酒香川）

北はつくば市筑波（飛地）・臼井、東は石岡市小幡、南はつくば市平沢・北条・漆所、西はつくば市杉木・大貫と接する。

### 小・中学校の学区
市立小・中学校に通う場合、秀峰筑波義務教育学校の学区となる。

### 地価
住宅地の地価は、2017年（平成29年）1月1日の公示地価によれば、神郡字上町98番1の地点で9,610円/m2となっている。

## 歴史
神郡では、縄文時代の遺跡である「神郡遺跡」や、土師器・須恵器が出土した「宮の前遺跡」が見つかっている。神郡西部の耕地は、古代の条里制の遺構が顕著で、小字にも五反田・二反町などの名が残されている。この条里遺構は「神郡条里遺跡」と呼ばれ、茨城県営の圃場整備事業を前に1987年（昭和62年）に発掘調査が行われた。

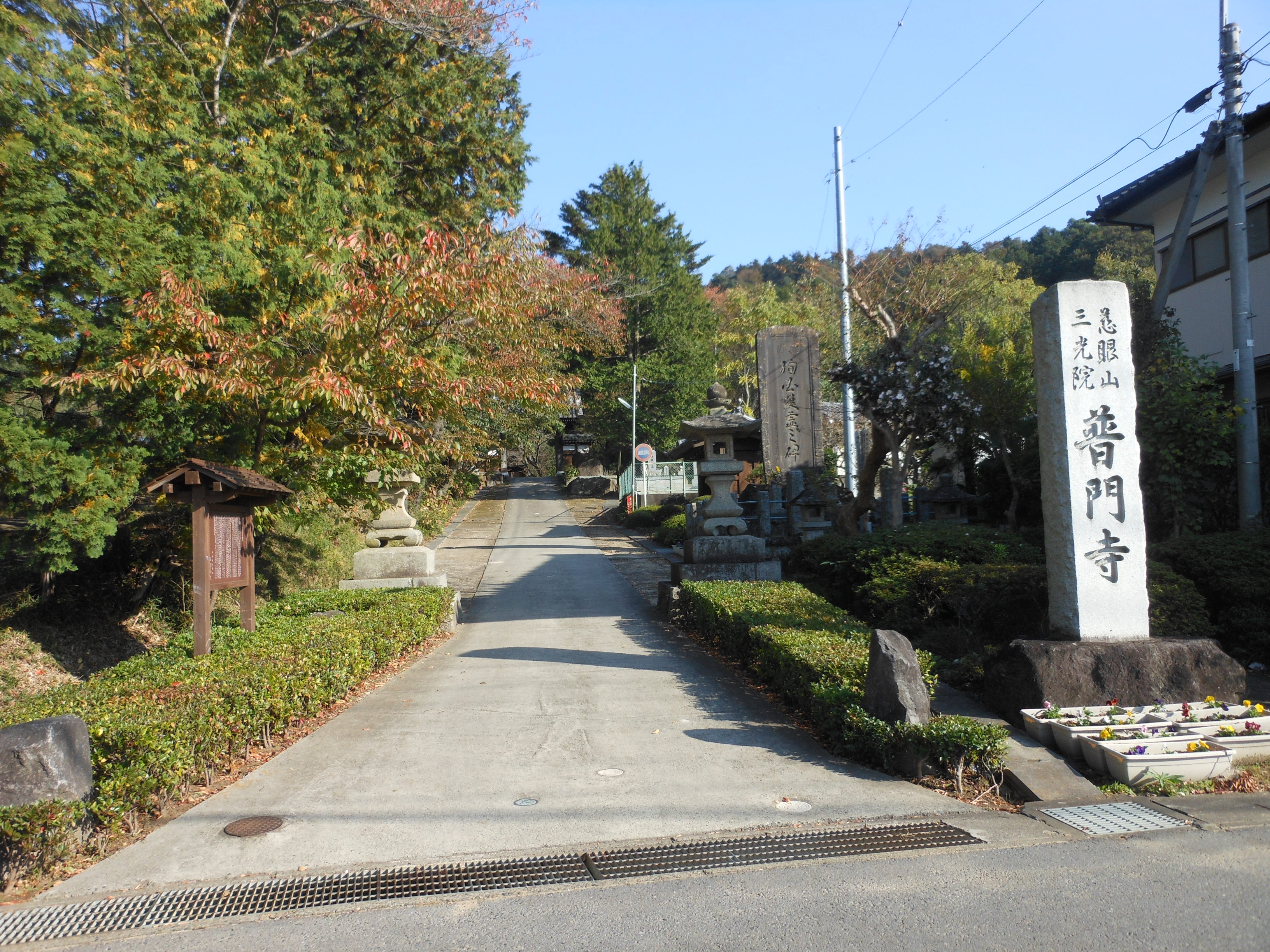
普門寺

中世には神郡村の普門寺が小田氏の庇護を受けていたため、村自体も小田氏の配下となった時期があると考えられる。江戸時代は神郡村として常陸国筑波郡に属し、当初佐竹氏領だったが、慶長7年（1602年）から天領、慶長11年（1606年）から真壁藩浅野氏領、元和8年（1622年）から笠間藩浅野氏領を経て、正保2年（1645年）に旗本の井上正義の知行地となって以降、井上氏の配下となった。ほかに寺社領も存在した。井上氏の知行地としては大島村に次いで村高が多く、享保9年（1724年）、神郡に陣屋を設け支配の拠点とした。神郡に陣屋を置いたのは、配下の8村の中で最も中心性が高く、井上氏の屋敷のある江戸・大塚からの交通の便が良かったことが理由として推定される。陣屋は交代制の代官が置かれたが、実質的には神郡村の名主・飯田氏が代官の役割を担った。その後、文化年間（1804年 - 1818年）に名主罷免運動が起き、中堅層の石井氏が村政の中核を担うこととなった。
北条から神郡を経て筑波山の中禅寺に至る参道（つくば道）が寛永年間（1624年 - 1644年）に整備され、街村が形成された。神郡村の普門寺は寺領30石を有する田舎談林として発展し、吉祥院・自性院などの門徒寺を持っていた。また元治元年（1864年）の天狗党の乱では、天狗党の1隊が駐屯し、1878年（明治11年）には神郡小学校が設置されるなど、郷土史の舞台となった。
明治に入ると、旧天領・旗本領をもって県が設置されることになり、明治2年1月（グレゴリオ暦：1869年2月）には、新県の県庁所在地の候補に神郡村が入った。結局、県庁は新治郡若森村に置かれることになり、新県名は若森県となった。1889年（明治22年）の町村制施行に際し、田井村の行政の中心となった。すなわち、村役場、駐在所、小学校、郵便局がここに置かれたのである。

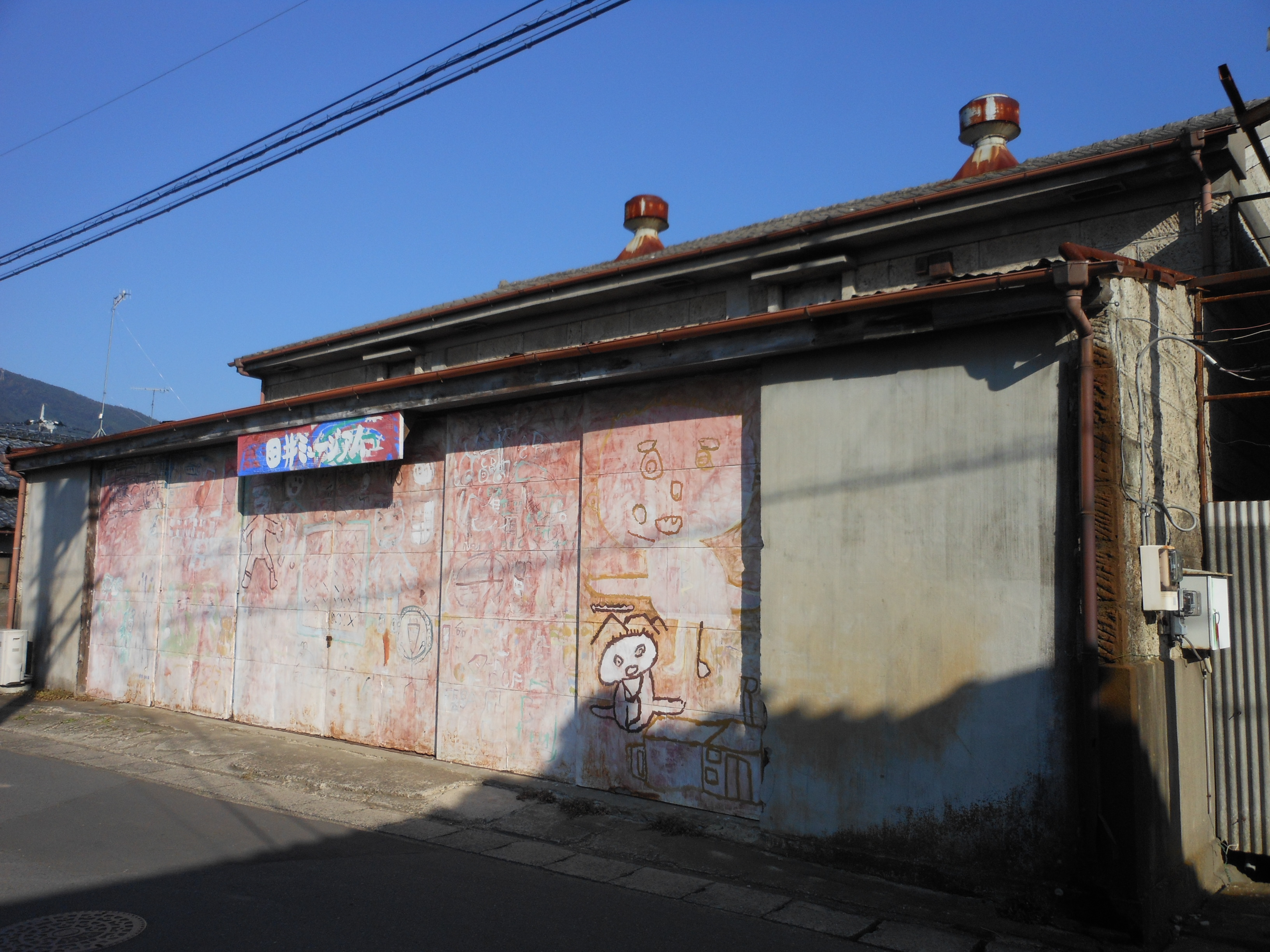
田井ミュージアム

21世紀に入ってからは、まちづくり活動が活発化している。この活動には住民のほか、地元の筑波大学や特定非営利活動法人（NPO法人）が参加している。2001年（平成13年）には、NPO法人自然生クラブがつくば市農業協同組合の所有する大谷石製の倉庫を借り受けて「田井ミュージアム」を開設した。2006年（平成18年）4月には筑波山の自然についてまとめた書籍『筑波山』の改訂版出版に当たって、散策コースを筑波山麓まで広げるため、神郡地区で調査が行われた。同年11月には田井ミュージアムなどを会場として「田井の里の秋祭り」が開かれ、町並みのライトアップが行われた。2009年（平成21年）12月には薪ストーブを愛好する「つくば薪クラブ」によって荒れた里山の間伐が行われ、2010年（平成22年）3月には「つくば環境フォーラム」と「田井の里地域づくり愛好会」が耕作放棄地にヤマザクラなどの苗木を植える活動を行った。

### 沿革
- 1889年（明治22年）4月1日 - 町村制の施行により筑波郡田井村大字神郡となる。
- 1955年（昭和30年）2月1日 - 田井村が筑波町、北条町、小田村と合併し、筑波郡筑波町大字神郡となる。
- 1988年（昭和63年）1月31日 - 筑波町がつくば市と合併し、つくば市大字神郡となる。
- 2002年（平成14年）11月1日 - 住所より「大字」表記が撤廃され、つくば市神郡となる。

### 地名の由来
2つの説が提示されている。
- 古代、筑波山神社の神郡（しんぐん、神社の領有する郡）であったことに由来する[12]。
- 筑波郡衙（平沢官衙遺跡）の上方にあったことから上郡（かみごおり）と言われたことに由来する[12]。

### 世帯数と人口
2017年（平成29年）8月1日現在の世帯数と人口は以下の通りである。
| 大字 | 世帯数  | 人口  |
| ---- | ------- | ----- |
| 神郡 | 253世帯 | 695人 |

### 人口の変遷
総数 [戸数または世帯数：  、人口：  ]
| 1811年（文化8年）  | 124戸 521人   |
| 1839年（天保10年） | 72戸 274人    |
| 1980年（昭和55年） | 222世帯 893人 |
| 2013年（平成25年） | 256世帯 742人 |

## 交通

### 公共交通
- ■ つくタク

### 道路
- 茨城県道14号筑西つくば線 - 神郡西端を南北に通る。
- 茨城県道139号筑波山公園線（つくば道） - 神郡西部、神郡の中心集落を南北に通過する。
- 茨城県道236号筑波公園永井線（表筑波スカイライン）神郡東端を南北に通る[5]。
- 茨城県道501号桜川土浦自転車道線（つくばりんりんロード） 神郡西端を南北に通る。自転車道。

## 施設
- 筑波学校給食センター
- つくば田井郵便局
- つくばねカントリークラブ
- 筑波国際カントリークラブ（敷地の一部）

### 寺社

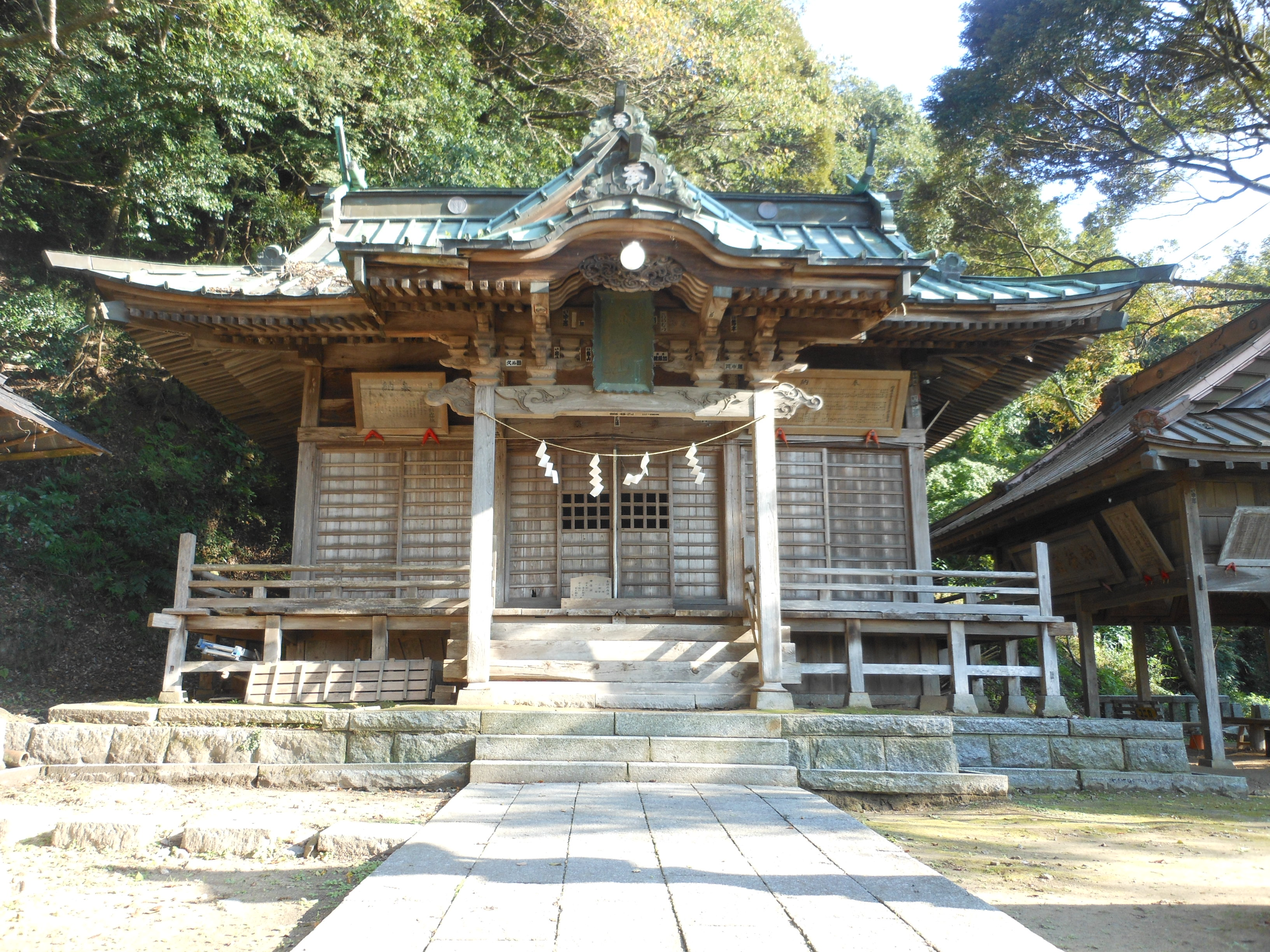
蚕影神社

- 慈眼山三光院普門寺 - 真言宗豊山派の仏教寺院[5]。元は天台宗の寺院であったとされるが確証はない[6]。中世から近世にかけて田舎談林としての性格を強く持っていた[24]。境内は本堂のほか、客殿・鐘楼・赤門・黒門などを備え、境内地は約1万m2に及ぶ[25]。「石造九重層塔」は茨城県指定有形文化財（工芸品）（1967年11月24日指定[26]）。
- 蚕影神社 - 養蚕の神を祀る神社[5]で養蚕業者の信仰を集めた[6]。10世紀頃の創建とされ[5]、近代社格制度に基づく旧社格は村社[6]。鳥居前に2つの湧水があり、鳥居の左側は「蚕影山湧水の滝」、右側は「蚕影山自然湧水」と呼ばれる[27]。